# مزرعه ناصرآباد
مزرعه ناصرآباد، روستایی است از توابع بخش مرکزی شهرستان ارومیه و در شهرستان ارومیه استان آذربایجان غربی ایران.

## جمعیت
این روستا در دهستان روضه‌چای قرار داشته و بر اساس سرشماری سال ۱۳۸۵ جمعیت آن ۲۱۷ نفر (۴۱ خانوار)
بوده است.